# سانتا کروز (کالیفرنیا)
سانتا کروز  (به انگلیسی: Santa Cruz) شهری در شهرستان سانتا کروز، کالیفرنیا ایالت کالیفرنیا است که در سرشماری سال ۲۰۱۰ میلادی، ۵۹۹۴۶ نفر جمعیت داشته است.